# Llista de monuments de l'Ametlla del Vallès
Llista de monuments de l'Ametlla del Vallès inclosos en l'Inventari del Patrimoni Arquitectònic Català per al municipi de l'Ametlla del Vallès (Vallès Oriental). Inclou els inscrits en el Registre de Béns Culturals d'Interès Nacional (BCIN) amb la classificació de monuments històrics i els Béns Culturals d'Interès Local (BCIL) de caràcter arquitectònic.
| Monument                                                                    | Protecció   | Estil/època                                                | Localització                                                 | Coordenades                                          | Codi?         | Imatge |
| --------------------------------------------------------------------------- | ----------- | ---------------------------------------------------------- | ------------------------------------------------------------ | ---------------------------------------------------- | ------------- | --- |
| Can Draper                                                                  | BCIN 469-MH | Renaixement XVI                                            | L'Ametlla del Vallès A 200 m de l'autovia de l'Ametlla       | 41° 39′ 43″ N, 2° 15′ 53″ E / 41.662019°N,2.264634°E | RI-51-0005173 | Can Draper (l'Ametlla del Vallès) · Vegeu més fotos d'aquest monument · Carregueu una nova foto d'aquest monument                                   |
| Can Coromines                                                               |             | Obra popular XIII                                          | L'Ametlla del Vallès C. Can Coromines, 5                     | 41° 40′ 22″ N, 2° 15′ 26″ E / 41.67278°N,2.257206°E  | IPA-28326     | Can Coromines (l'Ametlla del Vallès) · Vegeu més fotos d'aquest monument · Carregueu una nova foto d'aquest monument                                |
| Església parroquial de Sant Genís de l'Ametlla                              |             | Barroc XVII                                                | L'Ametlla del Vallès Pl. de l'Església                       | 41° 40′ 26″ N, 2° 15′ 35″ E / 41.673895°N,2.259692°E | IPA-28354     | Església parroquial de Sant Genís (l'Ametlla del Vallès) · Vegeu més fotos d'aquest monument · Carregueu una nova foto d'aquest monument            |
| Casa Rectoral                                                               |             | Barroc XVII                                                | L'Ametlla del Vallès C. Sant Nicolau                         | 41° 40′ 27″ N, 2° 15′ 36″ E / 41.674077°N,2.260002°E | IPA-28355     | Casa Rectoral (l'Ametlla del Vallès) · Vegeu més fotos d'aquest monument · Carregueu una nova foto d'aquest monument                                |
| Can Millet, Can Xammar de Dalt, Mas Sindreu                                 |             | Modernisme Joaquim Raspall XVII, XX Inici                  | L'Ametlla del Vallès Camí de Puig-graciós, 1                 | 41° 40′ 29″ N, 2° 15′ 28″ E / 41.674593°N,2.257666°E | IPA-28356     | Can Millet (l'Ametlla del Vallès) · Vegeu més fotos d'aquest monument · Carregueu una nova foto d'aquest monument                                   |
| Can Xammar de Baix, la Casa Gran, Casal de l'Ametlla, Casal de la Visitació |             | Renaixement XVII                                           | L'Ametlla del Vallès C. Mare de Déu de Puig-graciós, 4       | 41° 40′ 29″ N, 2° 15′ 37″ E / 41.674647°N,2.260392°E | IPA-28357     | Can Xammar de Baix (l'Ametlla del Vallès) · Vegeu més fotos d'aquest monument · Carregueu una nova foto d'aquest monument                           |
| Ca n'Antoja                                                                 |             | Obra popular XVII                                          | L'Ametlla del Vallès C. Pompeu Fabra, 25                     | 41° 40′ 00″ N, 2° 15′ 45″ E / 41.666572°N,2.262503°E | IPA-28359     | Ca n'Antoja (l'Ametlla del Vallès) · Vegeu més fotos d'aquest monument · Carregueu una nova foto d'aquest monument                                  |
| Casa unifamiliar al carrer Sant Sebastià, 26                                |             | Moviment modern XX Mitjan                                  | L'Ametlla del Vallès C. Sant Sebastià, 26                    | 41° 40′ 22″ N, 2° 15′ 53″ E / 41.672679°N,2.264615°E | IPA-28360     | Casa unifamiliar al carrer Sant Sebastià, 26 (l'Ametlla del Vallès) · Vegeu més fotos d'aquest monument · Carregueu una nova foto d'aquest monument |
| Can Garriga                                                                 |             | Noucentisme                                                | L'Ametlla del Vallès C. Torregassa, 24                       | 41° 40′ 05″ N, 2° 15′ 49″ E / 41.668030°N,2.263699°E | IPA-28361     | Can Garriga (l'Ametlla del Vallès) · Vegeu més fotos d'aquest monument · Carregueu una nova foto d'aquest monument                                  |
| Can Bachs                                                                   |             | Obra popular, modernisme Joaquim Raspall XVI, reforma s.XX | L'Ametlla del Vallès Pl. Vella, 1                            | 41° 40′ 24″ N, 2° 15′ 33″ E / 41.673414°N,2.259145°E | IPA-28362     | Can Bachs (l'Ametlla del Vallès) · Vegeu més fotos d'aquest monument · Carregueu una nova foto d'aquest monument                                    |
| Can Viver                                                                   |             | Obra popular XVI                                           | L'Ametlla del Vallès Pl. Vella, 3                            | 41° 40′ 24″ N, 2° 15′ 32″ E / 41.673322°N,2.258834°E | IPA-28363     | Can Viver (l'Ametlla del Vallès) · Vegeu més fotos d'aquest monument · Carregueu una nova foto d'aquest monument                                    |
| Villa Rosita                                                                |             | Modernisme 1930                                            | L'Ametlla del Vallès C. Francesc Macià, 8                    | 41° 40′ 12″ N, 2° 15′ 38″ E / 41.669928°N,2.260542°E | IPA-28364     | Villa Rosita (l'Ametlla del Vallès) · Vegeu més fotos d'aquest monument · Carregueu una nova foto d'aquest monument                                 |
| Conjunt de cases al carrer Torregassa                                       |             | Eclecticisme XX Mitjan                                     | L'Ametlla del Vallès C. Torregassa, 55-63                    | 41° 40′ 06″ N, 2° 15′ 51″ E / 41.668204°N,2.264118°E | IPA-28365     | Conjunt de cases al carrer Torregassa (l'Ametlla del Vallès) · Vegeu més fotos d'aquest monument · Carregueu una nova foto d'aquest monument        |
| Vil·la Lola (Rosselló), la Casa de la Punxa                                 |             | Eclecticisme, modernisme 1911, reforma 1992                | L'Ametlla del Vallès C. Torregassa - Pompeu Fabra            | 41° 40′ 09″ N, 2° 15′ 44″ E / 41.669048°N,2.262294°E | IPA-28366     | Vil·la Lola (l'Ametlla del Vallès) · Vegeu més fotos d'aquest monument · Carregueu una nova foto d'aquest monument                                  |
| Can Fanés (Torre Rosita)                                                    |             | Noucentisme 1935                                           | L'Ametlla del Vallès C. Torregassa, 49-51                    | 41° 40′ 07″ N, 2° 15′ 48″ E / 41.668659°N,2.263380°E | IPA-28367     | Can Fanés (l'Ametlla del Vallès) · Vegeu més fotos d'aquest monument · Carregueu una nova foto d'aquest monument                                    |
| Casa J. Blancher                                                            |             | Modernisme 1906                                            | L'Ametlla del Vallès C. Torregassa, 1-3                      | 41° 40′ 16″ N, 2° 15′ 40″ E / 41.671165°N,2.261021°E | IPA-28368     | Casa J. Blancher (l'Ametlla del Vallès) · Vegeu més fotos d'aquest monument · Carregueu una nova foto d'aquest monument                             |
| Cal Barber o Casa Jaume Alern                                               |             | Modernisme Joaquim Raspall 1904                            | L'Ametlla del Vallès C. Torregassa, 5                        | 41° 40′ 16″ N, 2° 15′ 40″ E / 41.671031°N,2.261118°E | IPA-28369     | Cal Barber (l'Ametlla del Vallès) · Vegeu més fotos d'aquest monument · Carregueu una nova foto d'aquest monument                                   |
| Can Torns, Can Fàbregas de la Plaça                                         |             | Gòtic XVI                                                  | L'Ametlla del Vallès C. Major, 6                             | 41° 40′ 24″ N, 2° 15′ 33″ E / 41.673412°N,2.259299°E | IPA-28370     | Can Torns (l'Ametlla del Vallès) · Vegeu més fotos d'aquest monument · Carregueu una nova foto d'aquest monument                                    |
| Ca n'Anglada, Can Balanzó, Mas Viver Ferrer                                 |             | Gótic, noucentisme XVI-XVII, XX                            | L'Ametlla del Vallès C. Major, 18                            | 41° 40′ 22″ N, 2° 15′ 34″ E / 41.672741°N,2.259525°E | IPA-28371     | Ca n'Anglada (l'Ametlla del Vallès) · Vegeu més fotos d'aquest monument · Carregueu una nova foto d'aquest monument                                 |
| El Cafè, Casa del doctor Bassa                                              |             | Modernisme Joaquim Raspall 1906                            | L'Ametlla del Vallès C. Torregassa, 25                       | 41° 40′ 12″ N, 2° 15′ 43″ E / 41.669973°N,2.261911°E | IPA-28372     | El Cafè (l'Ametlla del Vallès) · Vegeu més fotos d'aquest monument · Carregueu una nova foto d'aquest monument                                      |
| Ca l'Arenys                                                                 |             | Gòtic XVI                                                  | L'Ametlla del Vallès C. de Ca l'Arenys, 10                   | 41° 40′ 09″ N, 2° 16′ 00″ E / 41.669220°N,2.266653°E | IPA-28373     | Ca l'Arenys (l'Ametlla del Vallès) · Vegeu més fotos d'aquest monument · Carregueu una nova foto d'aquest monument                                  |
| Casa unifamiliar al carrer Sant Sebastià, 24                                |             | Moviment modern XX Mitjan                                  | L'Ametlla del Vallès C. Sant Sebastià, 24                    | 41° 40′ 21″ N, 2° 15′ 51″ E / 41.67256°N,2.26407°E   | IPA-28374     | Casa unifamiliar al carrer Sant Sebastià, 24 (l'Ametlla del Vallès) · Vegeu més fotos d'aquest monument · Carregueu una nova foto d'aquest monument |
| Can Plantada                                                                |             | Obra popular XVI                                           | L'Ametlla del Vallès                                         | 41° 39′ 06″ N, 2° 14′ 57″ E / 41.6518°N,2.24917°E    | IPA-35490     | Can Plantada (l'Ametlla del Vallès) · Vegeu més fotos d'aquest monument · Carregueu una nova foto d'aquest monument                                 |
| Can Plandolit                                                               |             | Obra popular XVII                                          | L'Ametlla del Vallès Can Plantada                            | 41° 38′ 56″ N, 2° 15′ 08″ E / 41.648960°N,2.252184°E | IPA-35491     | Can Plandolit (l'Ametlla del Vallès) · Vegeu més fotos d'aquest monument · Carregueu una nova foto d'aquest monument                                |
| Can Fàbregas del Bosc                                                       |             | Obra popular                                               | L'Ametlla del Vallès                                         | 41° 39′ 59″ N, 2° 14′ 05″ E / 41.666472°N,2.234708°E | IPA-36726     | Can Fàbregas del Bosc (l'Ametlla del Vallès) · Vegeu més fotos d'aquest monument · Carregueu una nova foto d'aquest monument                        |
| Can Feliu, Can Sitges                                                       |             | Obra popular                                               | L'Ametlla del Vallès Can Carlons                             | 41° 40′ 01″ N, 2° 14′ 41″ E / 41.666853°N,2.244649°E | IPA-36727     | Can Feliu (l'Ametlla del Vallès) · Vegeu més fotos d'aquest monument · Carregueu una nova foto d'aquest monument                                    |
| Can Pagès Nou                                                               |             | Colonial, modernista                                       | L'Ametlla del Vallès Can Pagès                               | 41° 38′ 22″ N, 2° 16′ 38″ E / 41.639419°N,2.277172°E | IPA-36728     | Can Pagès Nou (l'Ametlla del Vallès) · Vegeu més fotos d'aquest monument · Carregueu una nova foto d'aquest monument                                |
| Can Pagès Vell                                                              |             | Eclèctic finals XIX                                        | L'Ametlla del Vallès Can Pagès                               | 41° 38′ 19″ N, 2° 16′ 19″ E / 41.638683°N,2.271850°E | IPA-36729     | Can Pagès Vell (l'Ametlla del Vallès) · Vegeu més fotos d'aquest monument · Carregueu una nova foto d'aquest monument                               |
| Can Puigllonell                                                             |             | Obra popular                                               | L'Ametlla del Vallès Puigllonell                             | 41° 41′ 49″ N, 2° 14′ 27″ E / 41.697063°N,2.240739°E | IPA-36730     | Can Puigllonell (l'Ametlla del Vallès) · Vegeu més fotos d'aquest monument · Carregueu una nova foto d'aquest monument                              |
| Aqüeducte de la Font de Ca n'Arenys                                         |             | Obra popular                                               | L'Ametlla del Vallès Ca l'Arenys                             | 41° 40′ 11″ N, 2° 16′ 01″ E / 41.66978°N,2.26702°E   | IPA-37047     | Aqüeducte de la Font de Ca l'Arenys (l'Ametlla del Vallès) · Vegeu més fotos d'aquest monument · Carregueu una nova foto d'aquest monument          |
| Casa Jiménez de Parga                                                       |             | Darreres tendències XX                                     | L'Ametlla del Vallès Ctra. de la Garriga a l'Ametlla BP-1432 |                                                      | IPA-46313     | Carregueu una nova foto d'aquest monument |